# 174-й окремий винищувальний протитанковий дивізіон (СРСР)
174-й окре́мий вини́щувальний протита́нковий дивізіо́н імені Комсомолу Удмуртії — радянський артилерійський підрозділ за часів Другої Світової війни.
Дивізіон був сформований 12 серпня 1942 року в місті Воткінськ, Удмуртія, за ініціативи комсомольців машинобудівного заводу, увійшов до складу 172-ї стрілецької дивізії і отримав назву імені Комсомолу Удмуртії.
10 листопада 1942 року дивізіон направлений по залізниці до станції Бобров і далі своїм ходом в район Середнього Дону. 16 грудня, форсувавши річку Дон в районі Гороховки, разом з дивізією оволоділи Кантемировкою, Балаклеєю та підійшли до міста Красноград. Після контрнаступу противника дивізіон відійшов до міста Зміїв. 1 серпня 1943 року прибуло поповнення із Удмуртії в кількості 90 осіб особового складу та 12 гармат. 17 серпня, форсувавши річку Сіверський Донець, дивізіон вів наступ на місто Павлоград, яким оволодів 18 вересня. В жовтні 1943 року вів бої на Мозирському напрямку (Білорусь).
В липні-серпні 1944 року брав участь у знищенні сандомирської групи військ, 12 січня 1945 року разом з іншими частинами зламавши оборону в районі міста Ракув, а 28 січня, форсувавши річку Одер, зайняв плацдарм. В лютому-квітні форсували річки Бобер, Нейсе, Шпрее та взяв участь у заволодінні містом Дребкау.
3 травня дивізіон увійшов в місто Віттенберг та після вуличних боїв оволодів ним, за що указом президії Верховної Ради СРСР від 28 травня 1945 року нагороджений орденом Червоної Зірки.
9 травня в місті Рюбенау (Чехія) закінчив бойові дії. У серпні 1945 року розформований.